# Ahuas flygplats
Ahuas flygplats är en flygplats i Honduras.   Den ligger i departementet Departamento de Gracias a Dios, i den östra delen av landet, 300 km nordost om huvudstaden Tegucigalpa. Ahuas flygplats ligger 32 meter över havet.